# Philippe Lemm

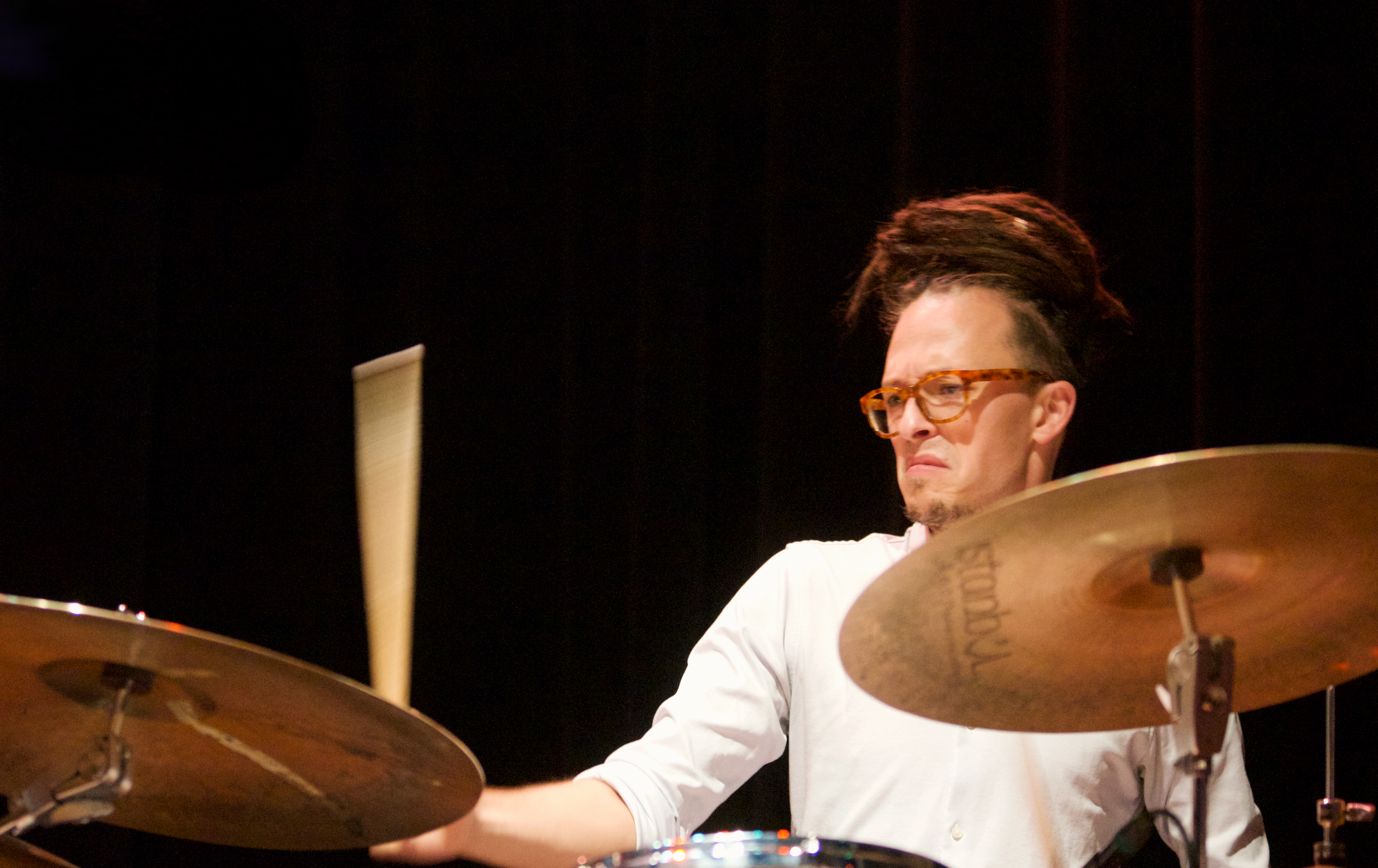
Philippe Lemm

Philippe Lemm (* 1985 in Amsterdam) ist ein niederländischer Jazzmusiker (Schlagzeug, Komposition). Der Schlagzeuger überträgt die Konzepte von Bewegung und Choreografie sowohl in sein Spiel als auch in seine Kompositionen.

## Leben und Wirken
Lemm war, bevor er Schlagzeug spielte, zunächst als Tänzer tätig. Mit 16 Jahren begann er als Musiker zu arbeiten. Mit 19 Jahren wurde er zum Jazzstudium am Konservatorium von Amsterdam zugelassen. Bereits während des Studiums tourte er mit Saskia Laroo und leitete seine eigene Band Wazabe, um dann mit  Karel Boehlee, Jorg Kaaij und Peter Tiehuis zu spielen. Daneben arbeitete er im  Susanne Alt Quartet (mit dem 2007 erste Aufnahmen entstanden), dem Guy Mintus Trio, Robert Bosscher Quartet, Thijs Cuppen Trio und im Roman Rofalski Trio; außerdem war er seitdem an Aufnahmen von Olli Hirvonen, John Stetch & Vulneraville (The Vancouver Concert) und Song Yi Jeon beteiligt. Unter eigenem Namen legte er 2011 mit seinem Quintett, zu dem Saxophonist Maarten Hogenhuis, Gitarrist Eran Har Even, Keyboarder Dragan Calina und Bassist Martin Hiltawski gehörten, das selbstproduzierte Album Sintra vor.
Ab 2011 studierte Lemm mit einem Huygens-Stipendium  in New York an der Manhattan School of Music, an der er den Master erworben hat. Mit seinem im selben Jahr in New York gegründeten Trio  mit dem Bassisten Jeff Koch und dem Pianisten Angelo Di Loreto trat Lemm auf  Festivals und in Veranstaltungsorten wie dem North Sea Jazz Festival, Pori Jazz Festival, im Blue Note (New York), Kennedy Center, Ronnie Scott’s Jazz Club, Bimhuis und dem Concertgebouw (Amsterdam) auf. Mit seinem Trio legte Lemm 2016 das Album New Amsterdam (Outside In Music) vor, das er mit Jeff Koch und Angelo Di Loreto (der 2020 starb) eingespielt hatte. 2017 erschien das zweite Album des Trios, City Birds; Anfang 2021 folgte in gleicher Besetzung First Steps; dafür schrieb Lemm Musik, die von traditionellen folkloristischen Tänzen und ihren Rhythmen inspiriert ist.
Lemm war mit seinem Trio 2015 Sieger bei der International B-Jazz Competition (vormals Jazz Hoeilaart) in Belgien.